# District de Zhenhai
Le district de Zhenhai (镇海区 ; pinyin : Zhènhǎi Qū) est une subdivision administrative de la province du Zhejiang en Chine. Il est placé sous la juridiction de la ville sous-provinciale de Ningbo. Officiellement, le district de Zhenhai compte environ 200 000 habitants.

## Géographie
Situé à l'embouchure de la rivière Yong au nord-est du centre-ville de Ningbo, Zhenhai se trouve au pied de la colline Zhaobao sur une langue de terre, en partie protégée de la mer au nord par une digue d'environ 5 km de long, entièrement composée de gros blocs de granit.

### Pollution de l'air
Zhenhai souffre d'une grave pollution atmosphérique en raison de Ningbo chimique zone de développement économique construit sur sa côte orientale. En Octobre 2012, la colère née de la population locale pour la révocation d'un programme de 50 milliards de yuans d'investissement (8 milliards de dollars) sur une grande usine chimique qui touchera plus de 9800 ménages. La recherche a également montré que les taux de mortalité du cancer à Zhenhai a considérablement augmenté de 2007 à 2009.

## Histoire
Lors de la guerre de l'Opium, le 10 octobre 1841, Zhenhai fut occupé par les Britanniques. En 1885, ce fut également le site de la bataille de Zhenhai (en chinois : 镇海之役) lors de la guerre franco-chinoise (en chinois : 中法战争).

## Économie
Le district abrite un parc industriel (chinois : 宁波北欧工业园区管理有限公司).